# Мануель Паскуаль
Мануель Паскуаль (італ. Manuel Pasqual; нар. 13 березня 1982, Сан-Дона-ді-П'яве) — італійський футболіст, лівий захисник. Виступав у складі національної збірної Італії. Відзначається швидкими фланговими забігами з наступним переведенням м'яча до карного майданчика суперника, а також майстерним виконанням стандартних положень.

## Клубна кар'єра
Вихованець футбольних шкіл клубів «ЛівентінаГоргенсе» і «Реджина». У дорослому футболі дебютував 1999 року у складі аматорської команди «Дертона». За рік перейшов до представника Серії D «Порденоне», а ще роком пізніше — до «Тревізо» з Серії C1.
На початку 2002 року став гравцем іншої команди третього за силою італійського дивізіону «Ареццо». Попри молодий вік швидко став ключовим гравцем і одним з лідерів цієї команди, суттєво посприяв перемозі «Ареццо» у своїй групі Серії C1 та наступному підвищенню команди у класі до Серії B в сезоні 2003/04. Згодом провів один повний сезон у цій другій за силою італійській лізі.

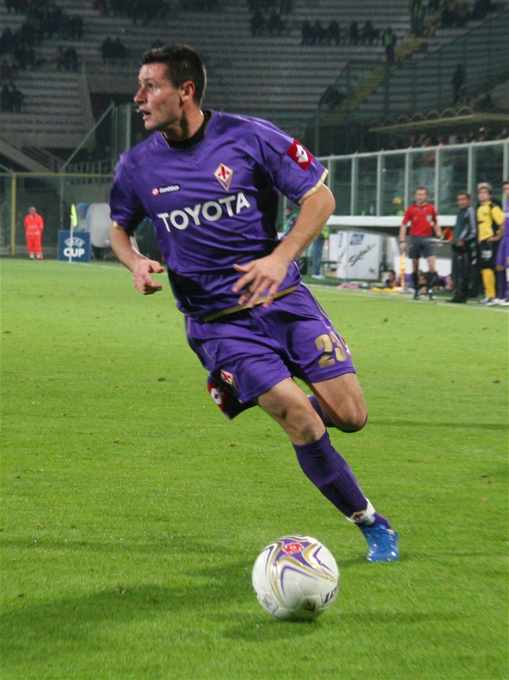
Мануель Паскуаль під час виступів за «Фіорентіну».

Влітку 2005 перейшов до представника елітної Серії A «Фіорентіни», в якій відразу став основним гравцем на позиції лівого захисника. Відтоді практично не поступається місцем у стартовому складі флорентійської команди, а 2012 року був обраний її капітаном. Загалом провів у команді 11 сезонів, зігравши 356 ігор в усіх турнірах і забив 10 голів.
Завершив ігрову кар'єру у клубі «Емполі», де грав у 2016–2019 роках.

## Виступи за збірну
1 березня 2006 року дебютував в офіційних матчах у складі національної збірної Італії, вийшовши на заміну наприкінці товариської гри проти збірної Німеччини. Пізніше того ж року взяв участь ще в одній товариській грі збірної, після чого деякий час до її лав не викликався.
Наступний виклик до збірної надійшов від її тренера Чезаре Пранделлі восени 2013 — Паскуаль взяв участь у двох іграх відбору до чемпіонату світу 2014, після яких навіть входив до розширеного списку гравців для участі у фінальній частині мундіалю, проте до остаточної заявки італійців на турнір не потрапив. Після невдалого виступу італійців на чемпіонаті світу і наступної зміни головного тренера національної команди її новий очільник Антоніо Конте продовжив викликати до збірної досвідченого флангового оборонця з «Фіорентіни».
| Дата       | Місто     | Господарі | Результат | Гості      | Турнір            | Голи | Примітки |
| ---------- | --------- | --------- | --------- | ---------- | ----------------- | ---- | -------- |
| 01-03-2006 | Флоренція | Італія    | 4 – 1     | Німеччина  | товариський матч  | -    | 89'      |
| 15-11-2006 | Бергамо   | Італія    | 1 – 1     | Туреччина  | товариський матч  | -    | 71'      |
| 10-09-2013 | Турин     | Італія    | 2 – 1     | Чехія      | Відбір до ЧС 2014 | -    | 78'      |
| 15-10-2013 | Неаполь   | Італія    | 2 – 2     | Вірменія   | Відбір до ЧС 2014 | -    | 60'      |
| 18-11-2013 | Лондон    | Італія    | 2 – 2     | Нігерія    | товариський матч  | -    |          |
| 04-09-2014 | Барі      | Італія    | 2 – 0     | Нідерланди | товариський матч  | -    | 68'      |
| 09-09-2014 | Осло      | Норвегія  | 0 – 2     | Італія     | Відбір до ЧЄ 2016 | -    | 61'      |
| 13-10-2014 | Та-Калі   | Мальта    | 0 – 1     | Італія     | Відбір до ЧЄ 2016 | -    |          |
| 16-11-2014 | Мілан     | Італія    | 1 – 1     | Хорватія   | Відбір до ЧЄ 2016 | -    | 28'      |
| 16-6-2015  | Женева    | Італія    | 0 – 1     | Португалія | товариський матч  | -    | 73'      |
| 3-9-2015   | Флоренція | Італія    | 1 – 0     | Мальта     | Відбір до ЧЄ 2016 | -    |          |
| Усього     |           | Матчів    | 11        |            | Голів             | 0    |          |